# Григорио де Сан Апостоло
Григорио де Сан Апостоло (Gregorio de San Apostolo, также известный как Gregorio Galgano) — католический церковный деятель XII века. На консистории 12 марта 1188 года был провозглашен кардиналом-дьяконом с титулом церкви Санта-Марии-ин-Портико-Октавиа. Участвовал в выборах папы 1191 (Целестин III) и 1198 (Иннокентий III) годов.